# Gy-l'Évêque
Gy-l'Évêque là một xã thuộc tỉnh Yonne trong vùng Bourgogne-Franche-Comté miền bắc nước Pháp.